# John Henry Lorimer
Pour les articles homonymes, voir Lorimer.

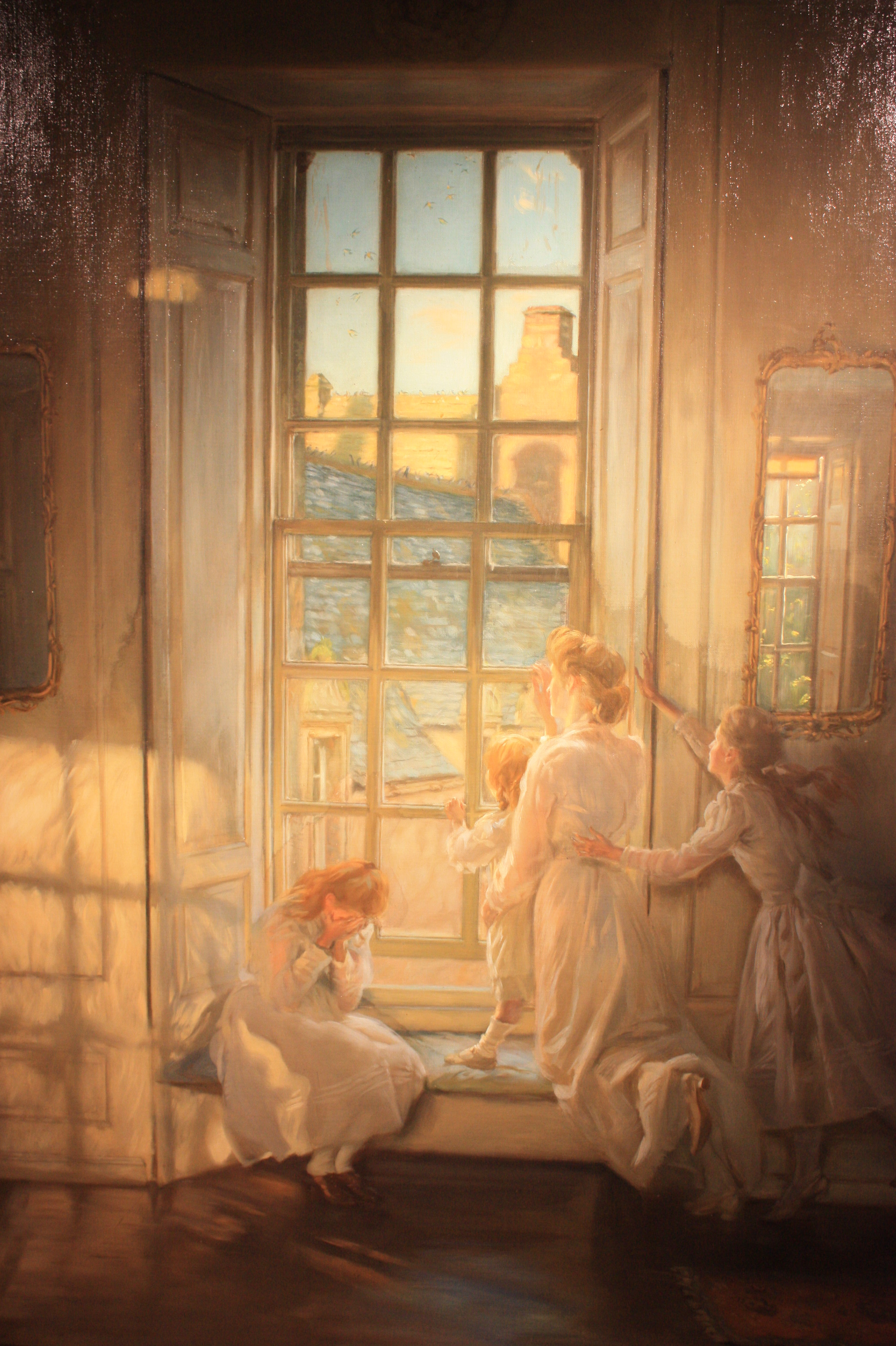
Le Vol des hirondelles de John Henry Lorimer, 1906.

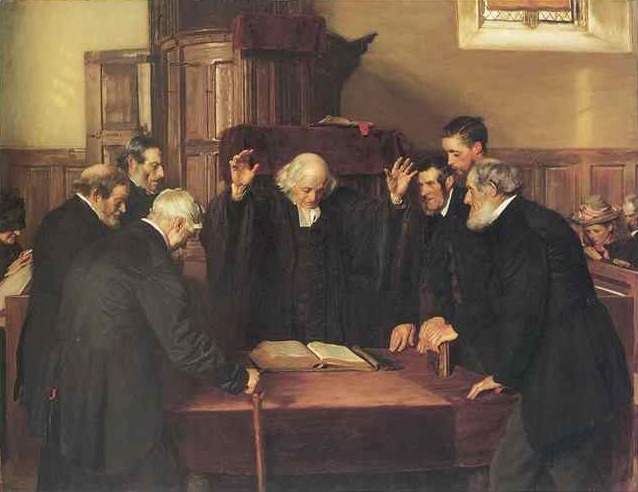
L'Ordination des anciens dans une église écossaise, 1891, Galerie nationale d'Écosse.

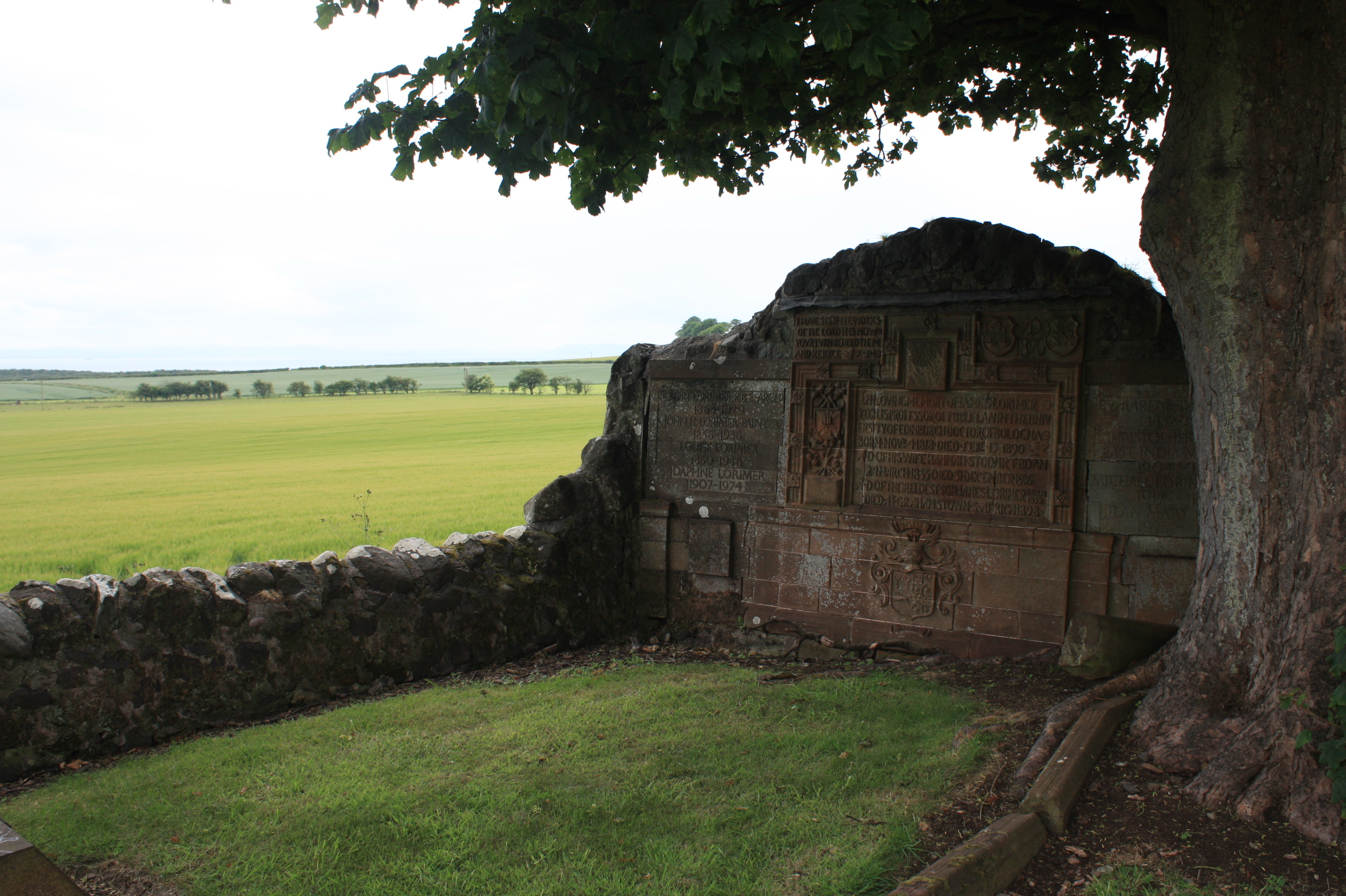
La tombe de la famille Lorimer, Newburn, Fife.

John Henry Lorimer, né le 12 août 1856 à Édimbourg où il est mort le 4 novembre 1936, est un peintre écossais qui a travaillé sur des portraits et des scènes de la vie quotidienne.

## Biographie
Lorimer, né à Édimbourg, est le fils de James Lorimer, professeur Regius de droit public à l'université d'Édimbourg de 1862 à 1890. Il fait ses études à l'Académie d'Édimbourg, à l'Université d'Édimbourg et en 1875 à la Royal Scottish Academy. Il est instruit notamment par William McTaggart et George Paul Chalmers. Puis il étudie quelque temps à Paris avec Carolus-Duran. Son jeune frère est le célèbre architecte Sir Robert Lorimer, qu'il a représenté en peinture tout au long de sa vie avec ses sœurs. Le premier portrait de Lorimer est celui de sa mère Hannah, réalisé en 1875 alors qu'il avait 19 ans.
John Henry Lorimer voyage à travers l'Espagne, l'Italie et à Alger entre 1877 et 1891. Il expose à la Royal Scottish Academy à partir de 1873 et à la Royal Academy à partir de 1878. Parmi ses œuvres importantes figurent The Ordination of Elders in a Scottish Kirk, lequel est exposé à la Galerie nationale d'Écosse et Spring Moonlight exposé à la Kirkcaldy Museum and Art Gallery. C'était la peinture préférée des lecteurs du journal local The Fife Free Press. Le tableau Kellie Castle Garden, fut vendu aux enchères en 2000 pour 32 900 £. Ses portraits incluent ceux de Lyon Playfair, Joseph Lister, Peter Hately Waddell et Frederick Guthrie Tait.
John Henry Lorimer est élu membre associé de la Royal Scottish Academy en 1882 et nommé académicien à part entière en 1900. Il a montré 123 œuvres à la Royal Scottish Academy et 43 œuvres à la Royal Academy de Londres.
En 1878, la famille Lorimer acquiert le bail du château de Kellie à Fife et commence sa restauration pour l'utiliser comme maison de vacances. De nombreuses peintures de Lorimer incluent Kellie Castle comme sujet ou comme décor ; son atelier se trouvait dans l'une des tours et donnait sur le jardin. Le château de Kellie devient la maison familiale permanente, après son achat en 1948 par le fils de Robert Lorimer, le sculpteur Hew Lorimer. Le château appartient aujourd'hui au National Trust for Scotland qui maintient une exposition temporaire de ses œuvres, ainsi que celles de son frère, Robert Lorimer et de son neveu, Hew Lorimer.

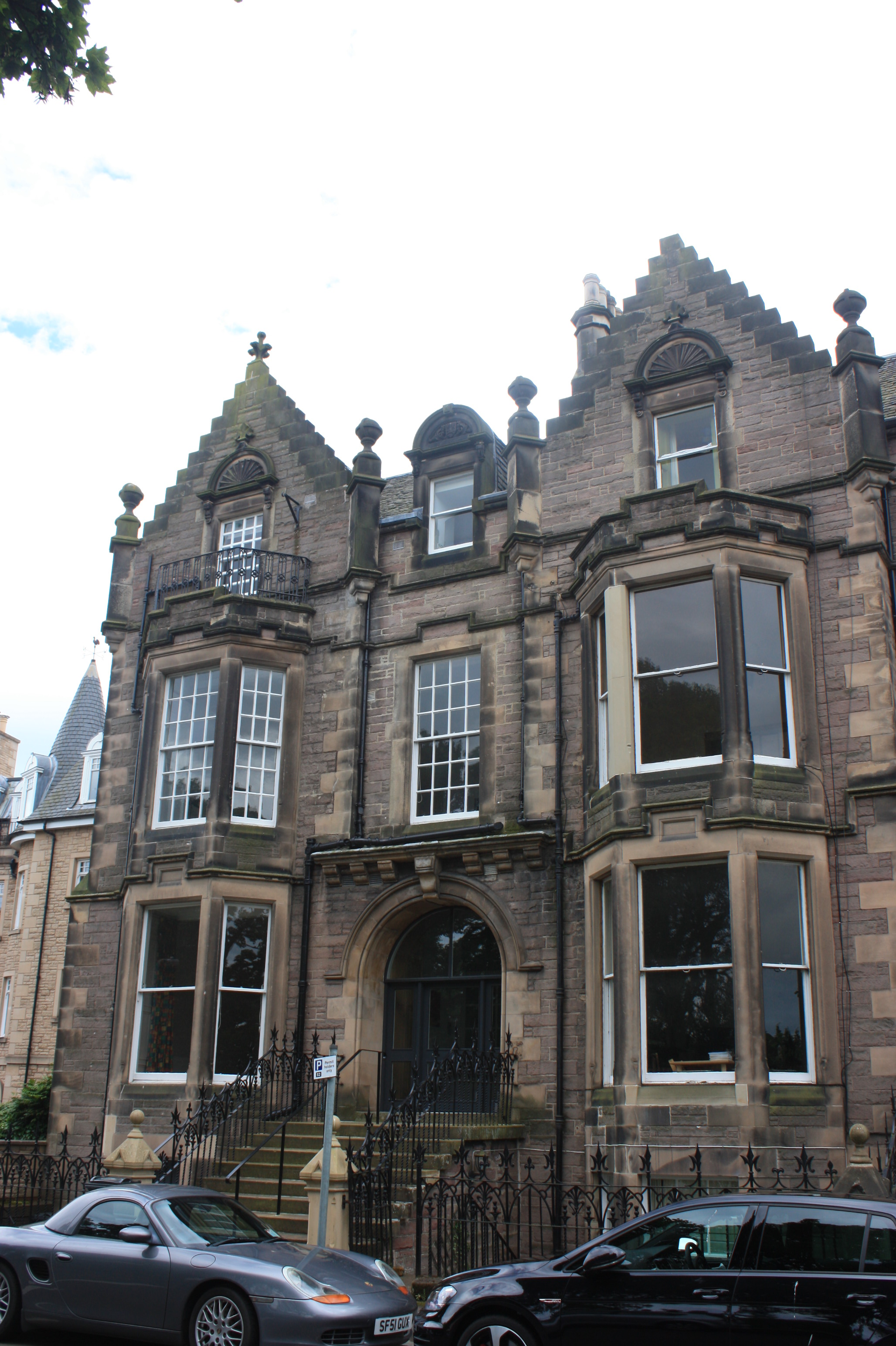
1 Bruntsfield Crescent, Édimbourg.

Plus tard dans sa vie, il habitera au 1 Bruntsfield Crescent à Édimbourg, dans une grande maison rénovée par son frère Robert Lorimer. Leur sœur, Louise Lorimer, vit également avec eux. L'artiste Robert Gibb vivait à côté, au 2 Bruntsfield Crescent à cette époque.
John Henry Lorimer fut vice-président de l'Association astronomique d'Édimbourg (maintenant connue sous le nom de Société astronomique d'Édimbourg) et leur a laissé un legs à sa mort. La médaille Lorimer de la Société astronomique d'Édimbourg est désormais décernée en son nom, la première ayant été attribuée à Sir James Jeans en 1937.
John Henry Lorimer est mort à Gyles House, Pittenweem, Fife, le 4 novembre 1936.
Il est enterré avec ses parents et ses frères et sœurs dans la tombe familiale à l'extrême sud-ouest du cimetière reculé de Newburn, dans la campagne de Fife.